# Ryan Peniston
Ryan Peniston (* 10. November 1995 in Southend-on-Sea, England) ist ein britischer Tennisspieler aus England.

## Persönliches
Peniston wird von seinem Vater trainiert. Mit 13 zog er nach Nizza, um an der ISP Acadamy zu trainieren. Als Kind überlebte er ein Rhabdomyosarkom, eine Gewebekrebsart, durch Chemotherapie. Durch die Krankheit war er bis zu seinem 16. Lebensjahr kleiner als die meisten seiner Altersgenossen.

## Karriere
Peniston spielte kaum auf der ITF Junior Tour und erreichte Platz 460 der Junior-Rangliste. 
Bei den Profis spielte Peniston ab 2013 auf der ITF Future Tour, wo er in den ersten Jahren wenig Erfolg hatte. 2014 konnte er sich im Einzel und Doppel erstmals in der Tennisweltrangliste platzieren. Von 2014 bis 2018 studierte er an der University of Memphis, wo er auch College Tennis spielte. Er wurde der beste Spieler seiner Hochschule seit 40 Jahren und schaffte es ins All-American-Team. Neben dem Studium spielte er weiter Turniere und gewann 2017 seinen ersten Future-Titel im Doppel, während er im Einzel erstmals ein Halbfinale erreichte. Jeweils kam er damit in die Top 1000 der Weltrangliste. 2018 bestritt er im Einzel sein erstes Endspiel. In der Rangliste stieg er weitere 300 Plätze auf Rang 676. 2019 gewann er nacheinander die ersten beiden Futures und konnte in der Folgewoche auf der höherdotierten ATP Challenger Tour in Nottingham erstmals ein Match gewinnen. Zudem besiegte er mit Bernard Tomic, der Nummer 88 der Welt, erstmals einen Spieler der Top 100. Er schied in der dritten Runde aus. Mit drei weiteren Future-Finals sowie dem Achtelfinaleinzug in Las Vegas kletterte er weiter Plätze nach oben, sodass er Ende des Jahres schon in den Top 400 stand. Er spielte 2019 auch für den TC Blau Weiß Oberweier in der 2. Tennis-Bundesliga.
Nach der verkürzten und ohne Höhepunkte verlaufenden Saison 2020 folgten 2021 erneut zwei Future-Titel. Bei Challengers kämpfte sich Peniston sechsmal durch die Qualifikation, verlor aber zunächst jeweils in den ersten zwei Runden des Hauptfeldes. In der zweiten Jahreshälfte zog er dann mehrfach in Viertelfinals ein und schaffte in Prag sowie in Antalya den Einzug ins Endspiel. Beide Male unterlag er dort. Das Jahr schloss er mit Rang 268 dennoch so hoch ab wie noch nie zuvor. Im Doppel profitierte der Engländer von Wildcards in seinem Heimatland. Im Londoner Queen’s Club gewann er an der Seite von Liam Broady sein erstes Match auf der ATP Tour und schied in der zweiten Runde gegen die Setzlistenvierten Pierre-Hugues Herbert und Nicolas Mahut knapp im Match-Tie-Break aus. Mit demselben Partner wurde ihm auch im Doppel und Mixed von Wimbledon eine Wildcard zuerkannt. Bei ersterem verlor er zum Auftakt gegen Ken und Neal Skupski, bei zweiterem mit Eden Silva ebenfalls. Er erreichte sein Karrierehoch im Doppel im Juli des Jahres mit Rang 459. Im Einzel stand er im April 2022 auf Platz 228 und damit am bislang höchsten.

## Erfolge
| Legende (Anzahl der Siege) |
| Grand Slam                 |
| ATP Finals                 |
| ATP Tour Masters 1000      |
| ATP Tour 500               |
| ATP Tour 250               |
| ATP Challenger Tour (1)    |

### Einzel

#### Turniersiege
| Nr. | Datum           | Turnier  | Belag     | Finalgegner   | Ergebnis      |
| --- | --------------- | -------- | --------- | ------------- | ------------- |
| 1.  | 19. August 2023 | Winnipeg | Hartplatz | Leandro Riedi | 6:4, 4:6, 6:4 |